# 洛夫洛克 (加利福尼亞州)
洛夫洛克（英語：Lovelock）是位於美國加利福尼亞州比尤特縣的一個非建制地區。該地的面積和人口皆未知。

## 地理
洛夫洛克的座標為39°53′29″N 121°34′40″W / 39.89139°N 121.57778°W，而該地的平均海拔高度為956米（即3136英尺）。